# Lycaena subtusdiscoelongata
Lycaena subtusdiscoelongata är en fjärilsart som beskrevs av Beuret 1953. Lycaena subtusdiscoelongata ingår i släktet Lycaena och familjen juvelvingar. Inga underarter finns listade i Catalogue of Life.